# Chocolat (2016)
Chocolat (bra: Chocolate) é um filme de 2016 dirigido por Roschdy ZZem sobre o palhaço Chocolat, que torna-se, em 1886, o primeiro artista negro da cena francesa. No Brasil, foi lançado pela California Filmes nos cinemas em 21 de julho de 2016. Antes dos lançamento nos cinemas, a California Filmes apresentou o filme no Festival Varilux de Cinema Francês, sendo o filme mais assistido do festival no ano, seguido por Agnus Dei e Un homme à la hauteur.

## Elenco
- Omar Sy - Chocolat
- James Thiérrée - George Foottit
- Clotilde Hesme - Marie
- Olivier Gourmet - Joseph Oller

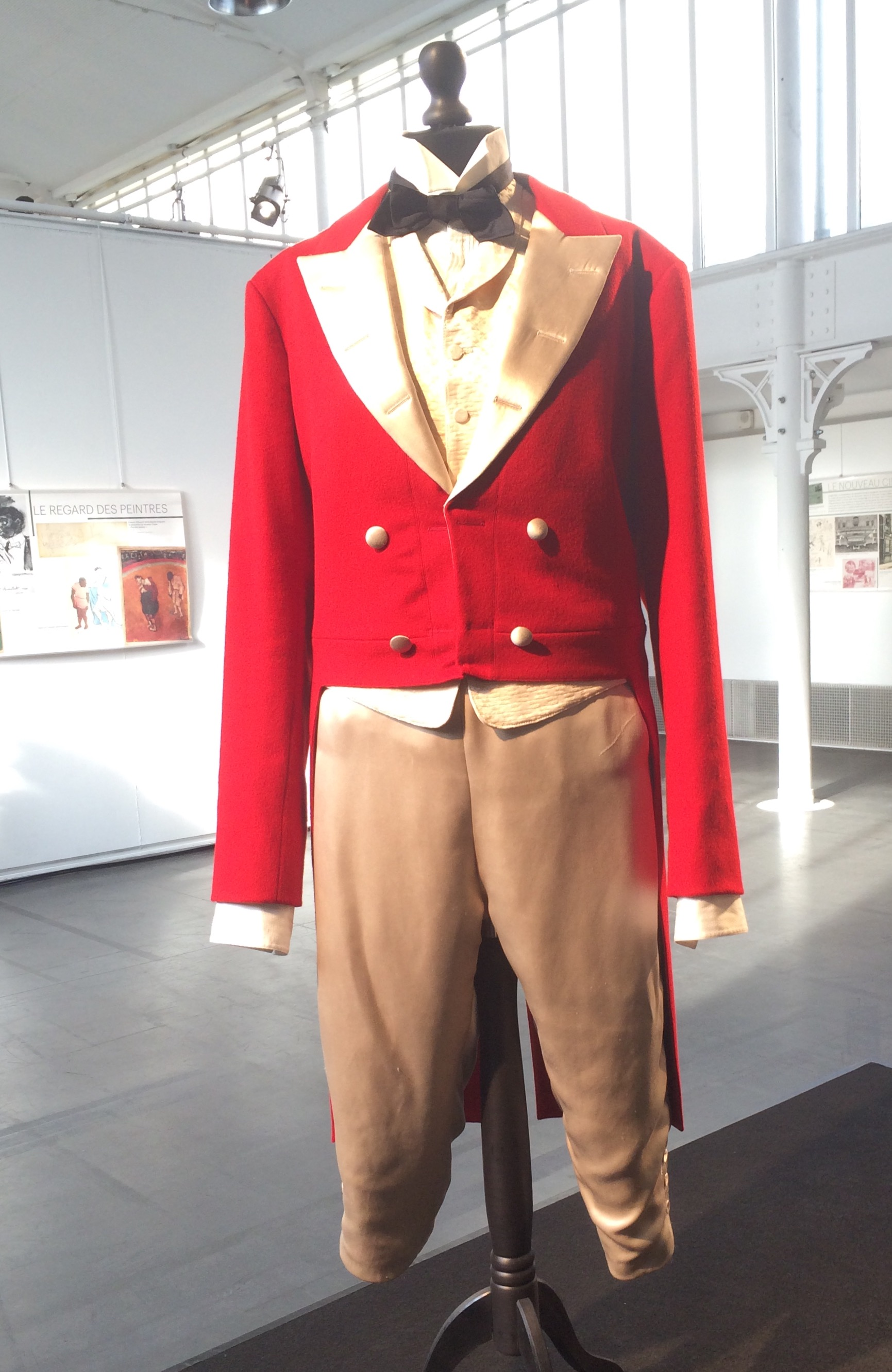
Figurino usado por Omar Sy como Chocolat

- Frédéric Pierrot - Monsieur Delvaux
- Noémie Lvovsky - Madame Delvaux
- Alice de Lencquesaing - Camille
- Alex Descas - Victor
- Olivier Rabourdin - Firmin Gémier
- Xavier Beauvois - Félix Pottin
- Denis e Bruno Podalydès - Auguste and Louis Lumière
- Thibault de Montalembert - Jules Moy
- Héléna Soubeyrand - Régina Badet
- Christophe Fluder as Marval
- Antonin Maurel - Ortis
- Mick Holsbeke - Green

## Precisão histórica
O filme é vagamente baseado na vida real de Rafael Padilla, filho de um escravo de Cuba, uma colônia espanhola na época.

## Recepção
Na França, o filme tem uma nota média da imprensa de 3,3/5 no AlloCiné. No agregador de críticas Rotten Tomatoes, na pontuação que categoriza as opiniões apenas como positivas ou negativas, o filme tem um índice de aprovação de 100% calculado com base em 23 comentários dos críticos. No The Guardian, Phil Hoad avaliou o filme como um "estudo pródigo e cada vez mais envolvente do racismo".